# Carinosquilla
Carinosquilla is een geslacht van kreeftachtigen uit de klasse van de Malacostraca (hogere kreeftachtigen).

## Soorten
- Carinosquilla australiensis Ahyong, 2001
- Carinosquilla balicasag Ahyong, 2004
- Carinosquilla carinata (Serene, 1950)
- Carinosquilla carita Ahyong, 2001
- Carinosquilla lirata (Kemp & Chopra, 1921)
- Carinosquilla mclaughlinae Ahyong, 2006
- Carinosquilla multicarinata (White, 1848)
- Carinosquilla redacta Ahyong, 2001
- Carinosquilla spinosa Ahyong & Naiyanetr, 2002
- Carinosquilla thailandensis Naiyanetr, 1983